# Aedeomyia furfurea
Aedeomyia furfurea är en tvåvingeart som först beskrevs av Günther Enderlein 1923.  Aedeomyia furfurea ingår i släktet Aedeomyia och familjen stickmyggor. Inga underarter finns listade i Catalogue of Life.